# Hada protensa
Hada protensa là một loài bướm đêm trong họ Noctuidae.